# Estadio de la Licorne
El estadio de la Licorne es un estadio multiusos en Amiens, Francia. 

## Historia
Se utiliza principalmente para partidos de fútbol y es el estadio de Amiens SC. Tiene capacidad para 12.097 personas y fue construido en 1999. El primer partido celebrado en el estadio fue el trofeo de los Campeones partido entre el FC Nantes Atlantique y el FC Girondins de Bordeaux el 24 de agosto de 1999. El RC Lens jugó sus partidos locales durante la temporada 2014/15 de la Ligue 1 porque el estadio Bollaert-Delelis estaba siendo renovado para la Eurocopa 2016.
- Datos: Q1568249
- Multimedia: Stade de la Licorne (Amiens) / Q1568249